# Lazulite
Ne doit pas être confondu avec lazurite, azurite ou lapis-lazuli.
La lazulite  est un minéral communément bleu azur, phosphate d'aluminium, de magnésium et de fer, de formule (Mg,Fe2+)Al2(PO4)2(OH)2. La lazulite est un des pôles d'une série de solution solide dont fait également partie la scorzalite,. La lazulite peut être également utilisée en joaillerie.
La lazulite cristallise dans le système monoclinique. Elle a une dureté comprise entre 5,5 et 6 et une densité de 3,0 à 3,2. Elle est infusible et insoluble.

## Historique de la description et appellations

### Inventeur et étymologie
De l'allemand lazulith, altération du latin médíéval lazuli, (génitif de lazulum), azur, et du grec lithos, pierre, sur l'imitation d'un mot plus ancien : lazurstein. Lazulum est aussi à l'origine du nom lapis-lazuli, et provient de l'arabe lāzaward, lui-même du persan lāzhuward. 
La première description connue remonte à 1795 et concerne les dépôts de Styrie en Autriche.

### Topotype
Freßnitzgraben, Krieglach, Fischbacher Alpen, Styrie, Autriche.

## Caractéristiques physico-chimiques

### Composition chimique
La lazulite, de formule (Mg,Fe2+)Al2(PO4)2(OH)2, a une masse moléculaire de 263,099 ± 0,005 u pour Fe:Mg = 1:1. Elle est donc composée des éléments suivants : H 0,77 %, Al 20,51 %, Fe 21,23 %, Mg 9,24 %, O 36,49 %, P 11,77 %.
|   | Composé            | % de la masse moléculaire |
| - | ------------------ | ------------------------- |
| 1 | P2O5               | 44.64%                    |
| 2 | Al2O3              | 32.06%                    |
| 3 | FeO                | 11.30%                    |
| 4 | MgO                | 6.34%                     |
| 5 | H2O (combiné)      | 5.66%                     |
|   | Total : 5 composés | Total : 100 %             |

Impuretés fréquentes : Ti (TiO), Ca (CaO).

### Cristallochimie
La lazulite est un analogue isostructurel de la scorzalite et forme avec celle-ci une série de solution solide dont elle forme le pôle magnésium (la scorzalite formant le pôle pur en fer).
La lazulite donne son nom au groupe de la lazulite selon la classification de Strunz :
| Minéral         | Formule                 | Groupe ponctuel | Groupe d'espace |
| --------------- | ----------------------- | --------------- | --------------- |
| Barbosalite     | Fe2+Fe23+(PO4)2(OH)2    |                 |                 |
| Hentschelite    | CuFe23+(PO4)2(OH)2      |                 |                 |
| Lazulite        | (Mg,Fe2+)Al2(PO4)2(OH)2 | 2/m             | P 21/c          |
| Scorzalite      | Fe2+Al2(PO4)2(OH)2      | 2/m             | P 21/c          |
| Wilhelmkleinite | ZnFe23+(AsO4)2(OH)2     |                 |                 |

### Cristallographie
- Paramètres de la maille conventionnelle : a = 7,144 Å, b = 7,278 Å, c = 7,228 Å, β = 120.5° ; Z =2 ; V (calculé) = 323,81 Å3

## Gîtes et gisements

### Gîtologie et minéraux associés
La lazulite se forme par métamorphisme de haut degré, dans des roches à haute teneur en silice : quartz et pegmatites. Dans les terrains métamorphiques, elle est associée aux minéraux suivants : quartz, andalousite, rutile, cyanite, corindon, muscovite, pyrophyllite, dumortiérite, wagnérite, svanbergite et berlinite.
Dans les pegmatites, elle est associée avec : l'albite, le quartz, la muscovite, la tourmaline et le béryl. 

### Gisements producteurs de spécimens remarquables

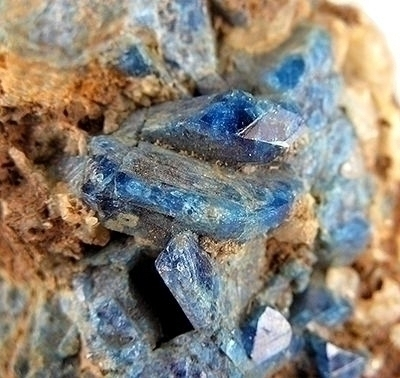
Lazulite de Färbergraben, Werfen, Autriche. Cristaux de 1.2 cm sur quartz.